# Artz
Artz ist die Marke, unter der das Autohaus Nordstadt Hannover Ende der 1970er bis Anfang der 1980er Jahre Autotuning anbot. Der Markenname ging auf den Geschäftsführer Günter Artz zurück. Die Basis für die Fahrzeugumbauten stellten hauptsächlich die Modelle von Audi, VW und Porsche.

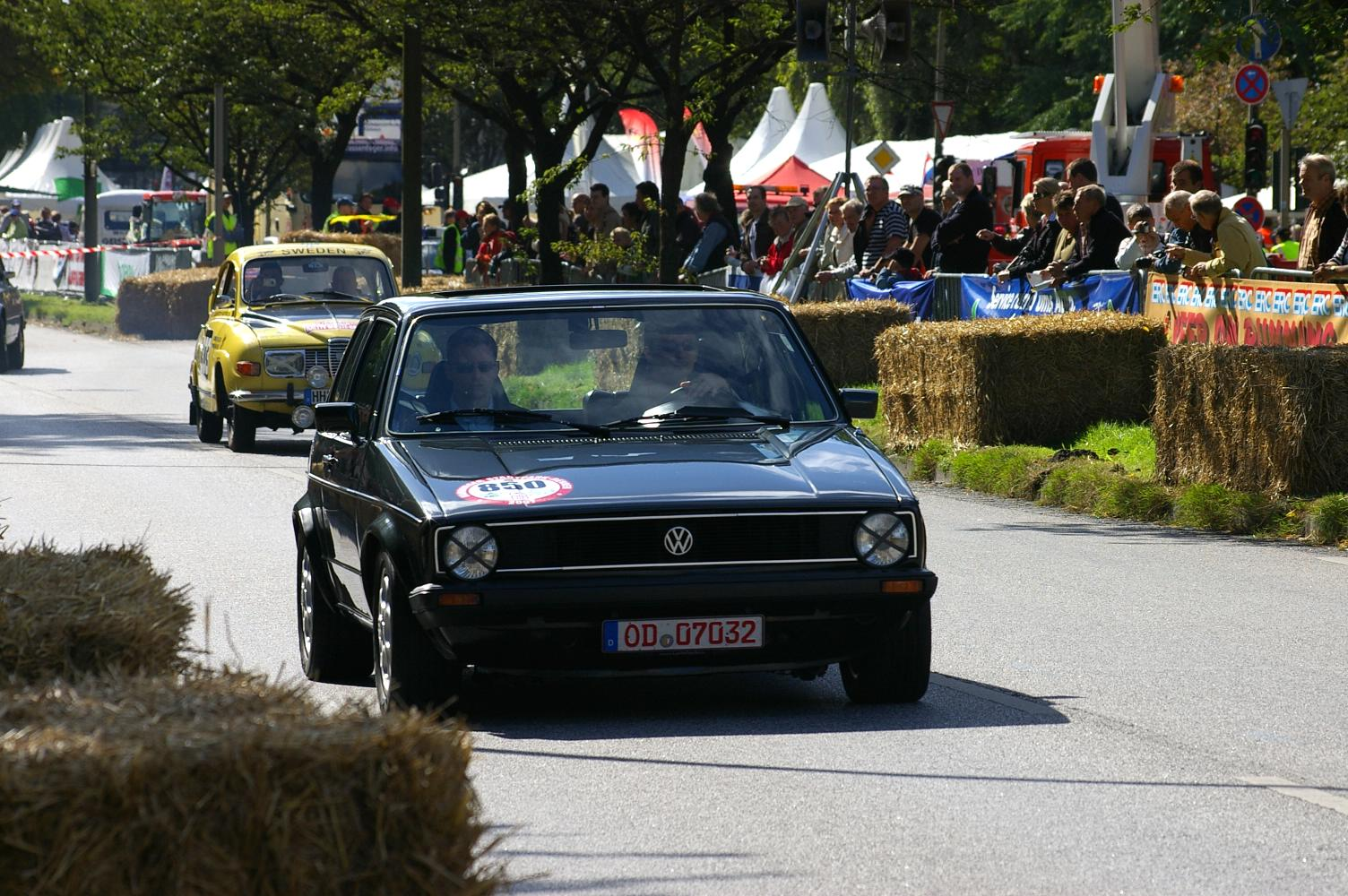
VW Golf 928 von Artz, basierend auf dem Porsche 928 – optisch erkennbar an der Fahrzeugbreite

## Geschichte
Günter Artz war der Geschäftsführer des Autohauses Nordstadt in Hannover. Er war ein PR-Spezialist, der die Festpreiswartung, das Gebrauchtwagenzelt und den Nordstadt-Heckscheibenaufkleber erdacht und entwickelt hat. Bekanntheit erlangte er vor allem durch sein innovatives Autotuning. Im Rückblick erscheint es als ein besonderes Geschick von Günter Artz, für seine Fahrzeuge eine amtliche Zulassung zu erhalten, zu einer Zeit, als der TÜV andere Fahrzeuge allein wegen einer minimal geänderten Reifengröße oder einem sportlicher wirkenden Rückspiegel zurückwies. Seine ersten Umbauten in eigener Sache waren ein VW Karmann-Ghia Typ 34 mit einem luftgekühlten Sechszylinder-Boxermotor des Chevrolet Corvair und 1969 der Nordstadt-Express, ein silberfarbener VW 411 mit Porsche-911-Motor.
1972 schuf er aus einer VW-1303-Karosserie und dem Fahrwerk eines VW-Porsche 914/6 sowie dem 210 PS starken 2,7-Liter-Motor des Porsche 911 den 213 km/h schnellen „Nordstadt Carrera-Käfer“ mit einer Beschleunigung von null auf 100 km/h in 7,3 Sekunden. Der Nordstadt Carrera-Käfer sieht aus wie ein Käfer, ist genau genommen aber ein als Käfer verkleideter, d. h. mit einer neuen Karosserie versehener VW Porsche 914/6 mit Mittelmotor, der dort, wo der klassische Käfer den Motor hat, einen kleinen Kofferraum aufweist.
1978 schnitt sein italienischer Karosserieschlosser Celeste di Santolo von einem verunfallten Vorserien-Porsche 928 das Dach oberhalb der Fensterlinie ab und verkleidete das unveränderte Fahrgestell mit der Karosserie eines VW Golf, die er zuvor um 210 mm verbreitert und um 300 mm verlängert hatte, um den pressewirksamen Nordstadt Golf 928 mit einem gewünschten Verkaufspreis von 150.000,– DM zu schaffen.
Im März 1980 verkaufte er einen getunten VW Golf an den Holzhändler und Amateurrennfahrer Louis Krages aus Bremen, der fünf Jahre später unter dem Pseudonym John Winter mit einem Porsche 956 C die 24 Stunden von Le Mans gewann. Im Oktober 1981 wurden der Nordstadt-Carrera-Käfer und Golf 928 sowie drei Kombiversionen des Audi 200 5T, Audi quattro und Porsche 924 Turbo veröffentlicht.
Im Herbst 1980 erhielt Artz von Porsche die Genehmigung für die „Vergolfung“ des neuen, 300 PS starken Porsche 928 S und holte sich bei Webasto einen Kostenvoranschlag für die Fertigung von 100 Dachsegmenten ein. Noch vor dem Produktionsstart der Kleinserie kam es zu internen Dissonanzen bei der Bischoff & Hamel-Gruppe, zu der Nordstadt gehört, und Artz machte sich mit eigenem Namen Artz in derselben Straße als Autotuner selbständig. Er gründete das Autohaus Opel-Blitz und präsentierte dort 1983 den Mini-Blitz, einen Caravan (d. h. Kombi) mit einem 1,8-Liter-Motor und dem Getriebe und der vorderen Bremsanlage aus dem Kadett D GTE unter Verwendung speziell angefertigter Antriebswellen. In dieser Zeit entstanden Umbauten auf Opel-Basis, so zum Beispiel der Opel Senator B Kombi, der Teile des Opel Senators und des weitgehend baugleichen Opel-Omega-Kombis verband, oder der Opel Kadett V8, eine Corvette, der die Karosserie eines Opel Kadett GSI aufgesetzt wurde, sowie sein letzter großer Umbau, der Lotus Calibra, bei dem eine modifizierte Opel Calibra-Karosserie auf eine Lotus Omega-Basis gebaut wurde.
Durch Vertragsunstimmigkeiten mit Opel, bei denen es um EG-Grauimporte ging, wurde das Vertragsverhältnis gekündigt, und der Autohandel unter dem Namen Artz endete. Zum Ende der Opel-Zeit entstanden auch zwei Mercedes-Fahrzeuge auf Basis der Baureihe W 124, es handelte sich dabei um Modelle des Typs 500 E als Kombiversion, die ab Werk nicht angeboten wurde.
Heute beschäftigt sich die Firma mit Langzeitkonservierungen von Fahrzeugen, ein Tätigkeitsbereich, der auch schon Anfang der 1980er Jahre zum Angebot gehörte. Günter Artz zog sich 1996 aus dem Automobilgeschäft zurück.

## Modelle
Die Artz-Umbauten waren weltweit bekannt und häufig renommierten Auto-Fachzeitschriften einen Titelartikel wert. Oft wurden Sportwagen zu Kombi-Modellen umgebaut. Viele Fahrzeuge von Artz blieben Einzelstücke, einige wurden in Kleinserien bis ca. 30 Stück gebaut. Die Zeitschrift Auto, Motor und Sport bezeichnete auf ihrem Titelblatt in Heft 21 vom 21. Oktober 1981 eine Auswahl von Artz-Fahrzeugen als „Die tollsten Autos aus Deutschland“.
- Audi 200 Kombi auf Basis des Audi 200 (1981)
- Audi quattro Kombi auf Basis des Audi quattro (1981)
- Audi quattro Limousine auf Basis des Audi quattro (1981)
- Cordett als Eigenkonstruktion, Basis Opel Kadett E und Chevrolet Corvette (1989)
- Lotus Calibra als Eigenkonstruktion, Basis Opel Calibra und Lotus Omega (1992)
- Mercedes W124 Kombi 500 TE (1991)
- Porsche 924 Turbo Kombi auf Basis des Porsche 924 (1981)
- Porsche 928 Kombi auf Basis des Porsche 928 (1979& 1980)
- VW Golf 928 als Eigenkonstruktion, Basis VW Golf I und Porsche 928
- VW Golf Speedster auf Basis des Golf I Cabriolets (1980)
- VW Jetta Cabrio auf Basis des VW Golf I (1980)
- VW Käfer Carrera (1972/1974) auf Basis des VW Käfer mit Porsche-Carrera-Motor
- VW Käfer Carrera (1986/1987) auf Basis des VW Käfer mit Porsche 914 Bodengruppe im Kundenauftrag
- VW Scirocco als Pick-up
- Sciwago (VW Scirocco Kombi, 1978)

### Audi 200 Kombi

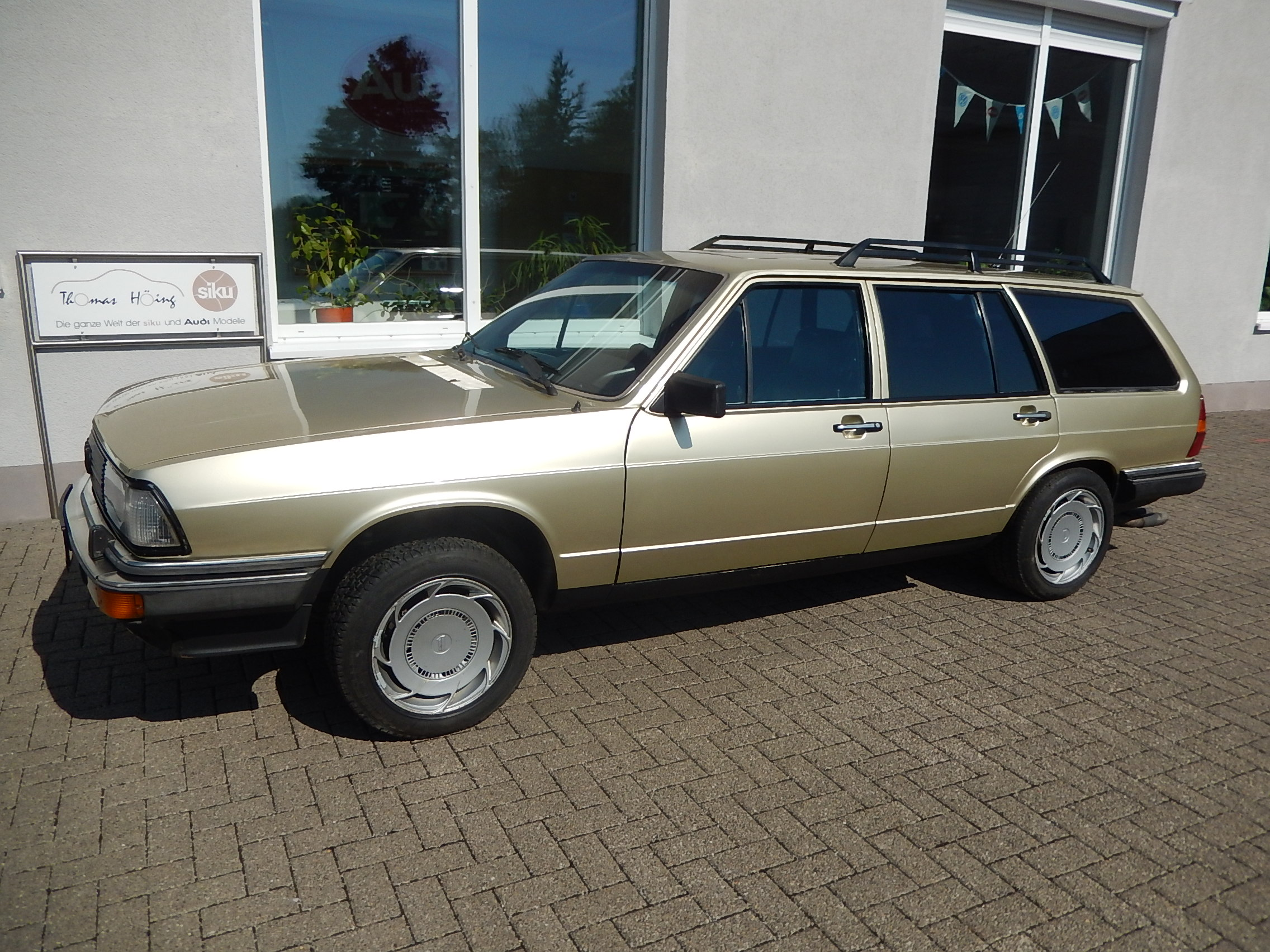
ARTZ Audi 200 Kombi quattro vor dem Oldtimermuseum in Stadtlohn

Der Audi 200 Kombi entstand, indem einer Audi 200 Limousine (Typ 43) das Heck eines VW Passat Variant angepasst wurde. Da Audi selbst den Audi 200 des Typs 43 nie als Avant anbot, stellte der Audi 200 Kombi von Artz eine Besonderheit dar, zumal die Avant-Version des baugleichen Audi 100 damals noch ein reines Schrägheck besaß, während der Audi 200 Kombi von Artz ein richtiger Kombi war.
Das Auto galt lange Zeit als verschollen. Seit Ende 2023 steht das Auto im Siku-Museum in Stadtlohn.
Als Besonderheit wurde der Audi 200 Kombi auch mit Allradantrieb und dem 147-kW-Motor des Audi Quattro angeboten.

### Audi quattro Kombi
Der Audi quattro Kombi war eine eigenständige Entwicklung von Artz, bei der das Heck individuell gestaltet wurde. Auffällig war die große Heckscheibe, die gleichzeitig als Kofferraumdeckel diente. Sie reichte sehr weit bis zum Leuchtband zwischen den Heckleuchten hinunter.

### Audi quattro Limousine

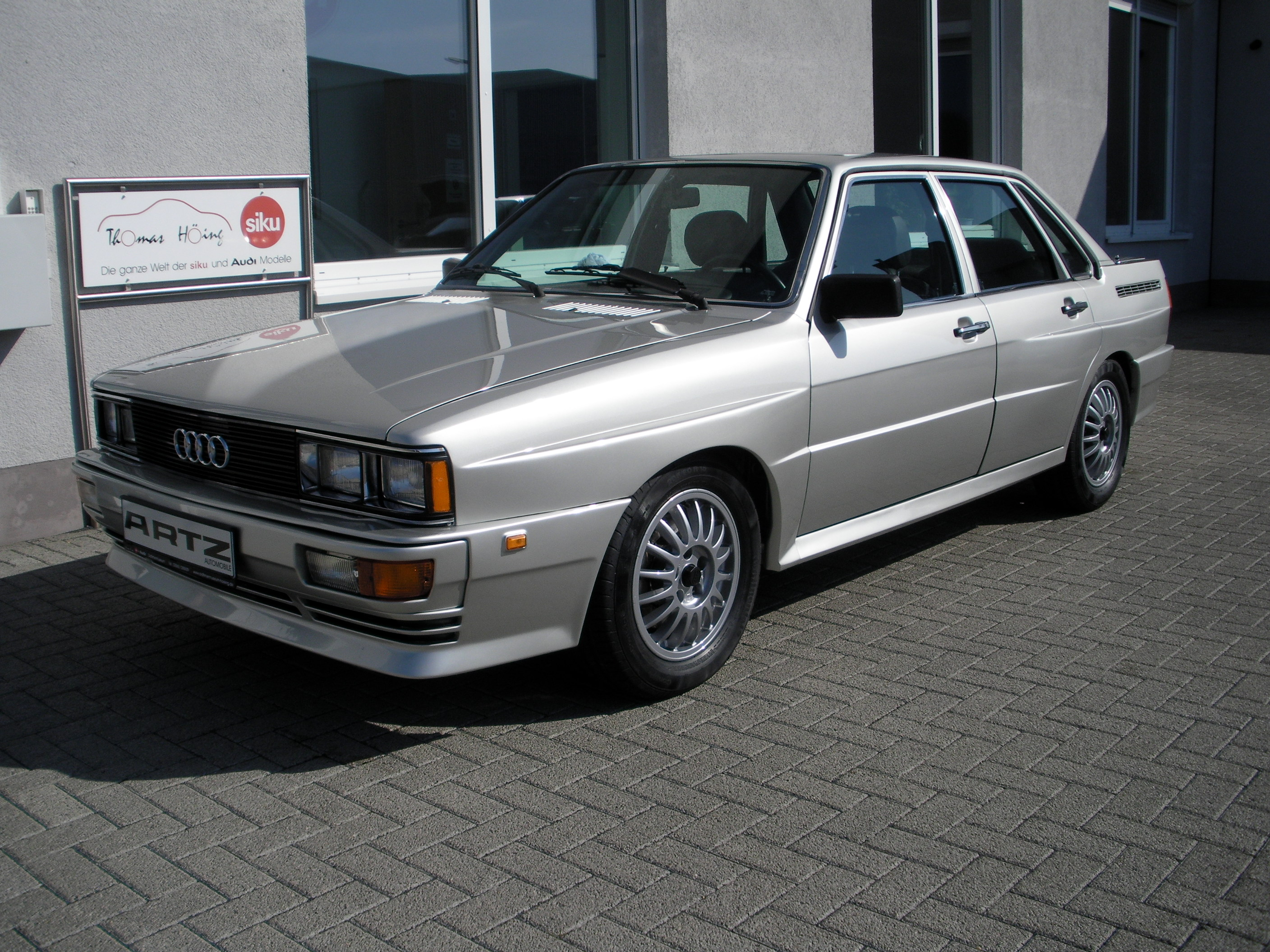
Audi quattro Limousine

Die Karosserie stammte von einem Audi 80 CD, der im August 1981 auf den Markt kam. Zu erkennen waren die Karosserien an den größeren Lufteinlässen unter der vorderen Stoßstange.
Im Oktober 1981 wurde das Audi Quattro-Heck verbaut, im November 1981 wurden das Dach und die B-Säule aus einem Audi 80 verbaut. Der Vorderwagen und das Heck sind größtenteils vom Audi Quattro. Die hintere Stegwand zur Befestigung der Rückenlehne ist auch vom Quattro. Der Kofferraumdeckel ist eine Kombination aus 80er Limousine und Coupé. Im Dezember 1981 wurde das Projekt fertig.
Der Erstbesitzer war Louis Krages alias John Winter.
Heute steht das Auto im Siku-Museum in Stadtlohn.

### Porsche 924 Kombi/Porsche 928 Kombi

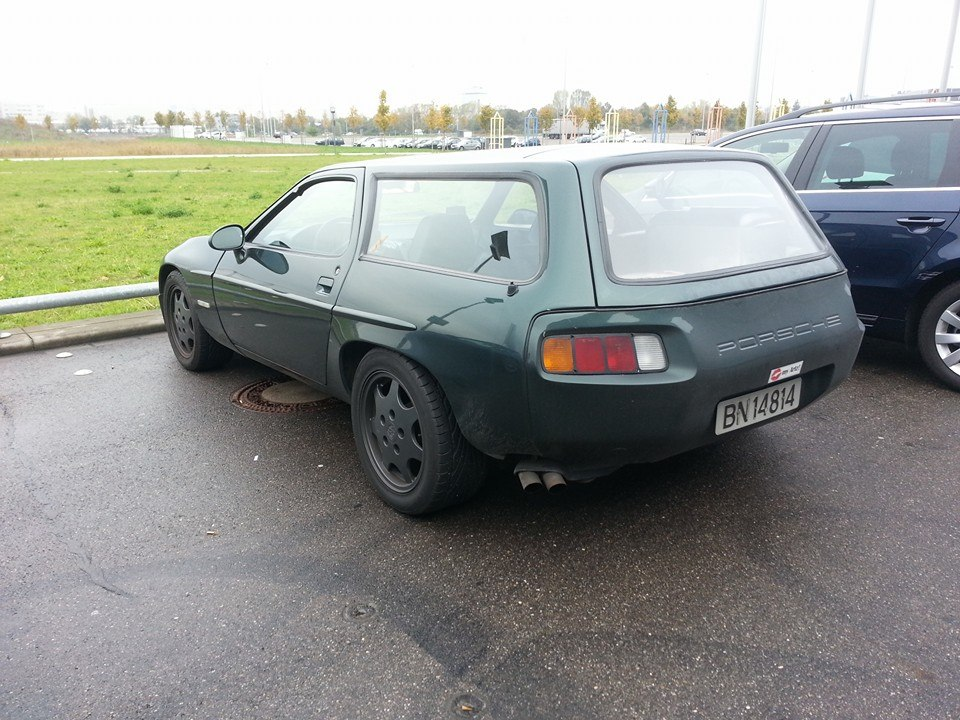
Porsche 928 S Break

Die Umbauten der Porsche-Modelle erfolgten wie beim Audi quattro Kombi ebenfalls eigenständig, wobei hier die Heckscheibe nicht so auffallend groß ausfiel. Der Porsche 924 Kombi wurde 20 mal gebaut.

### Cordett
Beim Cordett handelt es sich um einen Wagen, der prinzipiell dem Artz Golf 928 gleicht. Diesmal wurde die gestreckte Karosserie eines Opel Kadett E GSi über die technische Basis einer Chevrolet Corvette C4 gestülpt. Der Cordett erlangte allerdings nie den Bekanntheitsgrad des VW Golf 928.

### Lotus Calibra
Ähnlich wie beim Golf 928 und Cordett wurde als letztes großes Projekt eine gestreckte und verbreiterte Karosserie eines Opel Calibra auf die technische Basis eines Lotus Omega gebaut. Hier ist es gelungen, die Proportionen der neuen Karosserie gegenüber dem Ursprungsfahrzeug am besten beizubehalten. Es war auch kostenmäßig der aufwendigste Umbau.

### Mercedes 500 TE
Der Umbau erfolgte, indem eine W124-036-Limousine mit einem Kombi-Heck versehen wurde. Anders als die normalen Serien-W124 wurde das 500er-Modell – zu erkennen an den stark ausgestellten Kotflügeln – bei Porsche gefertigt. Es wurden nur 2 Stück gebaut. Ein Fahrzeug fuhr der Rennfahrer Louis Krages, die Spur des Wagens verliert sich dann, dieser Wagen soll durch einen Unfall zerstört worden sein. Den zweiten Wagen nutzte Günter Artz bis 2008 als Privatwagen.

### VW Golf 928

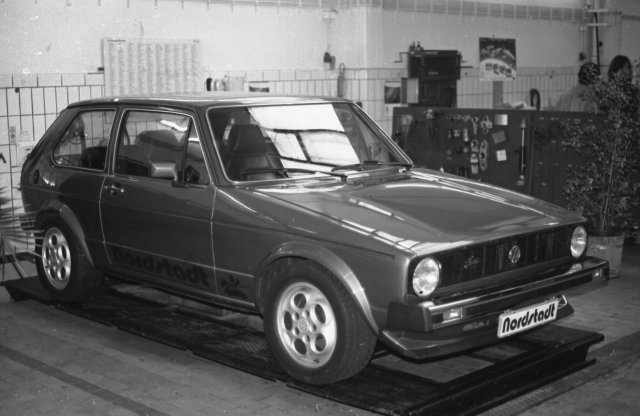
Im Autohaus Nordstadt am 22. September 1979

Der wohl bekannteste Umbau von Artz war der VW Golf 928. Es war ein Golf mit dem V8-Motor und der Technik des Porsche 928 beziehungsweise ein Porsche 928 mit VW-Golf-Karosserie. Dieses Fahrzeug wurde im Prinzip vollkommen neu entwickelt.
Auf den ersten Blick sieht der Wagen wie ein normaler VW Golf I aus. Erst auf den zweiten Blick fällt auf, dass die Karosserie um 21 cm verbreitert und um 30 cm verlängert wurde. Auf weitere Tuningmaßnahmen wie z. B. Spoiler wurde verzichtet. Auch die Optik wurde nicht dem Golf GTI, sondern dem Golf GL angepasst.
So waren diesem Fahrzeug seine 177 kW (240 PS) aus einem V8-Motor mit 4,5 Liter Hubraum kaum anzusehen. Das einzige, was äußerlich aus technischen Gründen übernommen werden musste, waren die Räder und Reifen des Porsche 928. Lediglich zwei VW Golf 928 wurden gebaut und wie bereits vorher beim „Nordstadt Käfer“ den jeweils aktuellen Modellen angepasst. So hat einer der beiden Golf den „normalen“ Porsche-928-Motor, der andere den Motor aus dem Porsche 928 S.

### VW Golf Speedster
Der Golf Speedster ist ein Golf 1 Cabrio, bei dem die ganze Dachlinie um ca. 10 cm niedriger ist als in der Serie. Dies bedingte eine spezielle Frontscheibe ebenso wie modifizierte Seitenscheiben und ein eigens entwickeltes Verdeck. Gebaut wurden 6 Fahrzeuge, von denen heute noch 2 bekannt sind. Von diesen hatte einer einen 51-kW-Motor (70 PS), zwei hatten einen Schrick-Turbo-Motor und die restlichen drei hatten jeweils einen 81-kW-GLI-Motor (110 PS/MKB EG). Bis auf einen (die Nummer 2), wurden alle Fahrzeuge auf Basis von Neuwagen aufgebaut. Bei der Nummer 2 wurde ein Jahreswagen umgebaut.

### VW Jetta Cabrio
Das VW Jetta Cabrio basierte auf dem Cabriolet des VW Golf I. Es ist somit, wie bei den Basismodellen, ein Golf mit angesetztem Kofferraum. Gebaut wurden nach Angaben der verschiedenen Quellen 2 bis 14 Stück, wobei das bügellose rote Exemplar sicher nur einmal gebaut wurde.

### VW Käfer Carrera
Der Käfer Carrera wurde auf der Bodengruppe des Porsche 914/6 [Fahrgestellnummer 9142430207] errichtet. Ein Sechszylinder-Boxer-Motor des Porsche 911 2,7 RS mit 154 kW (210 PS) wurde als Mittelmotor eingebaut. Der Motor fand anstelle der Rücksitzbank Platz. Dort, wo beim VW Käfer im Normalfall der Motor eingebaut war, findet sich ein zweiter kleiner Kofferraum. Der Käfer ist heute in Fachkreisen als Nordstadt-Käfer bekannt.

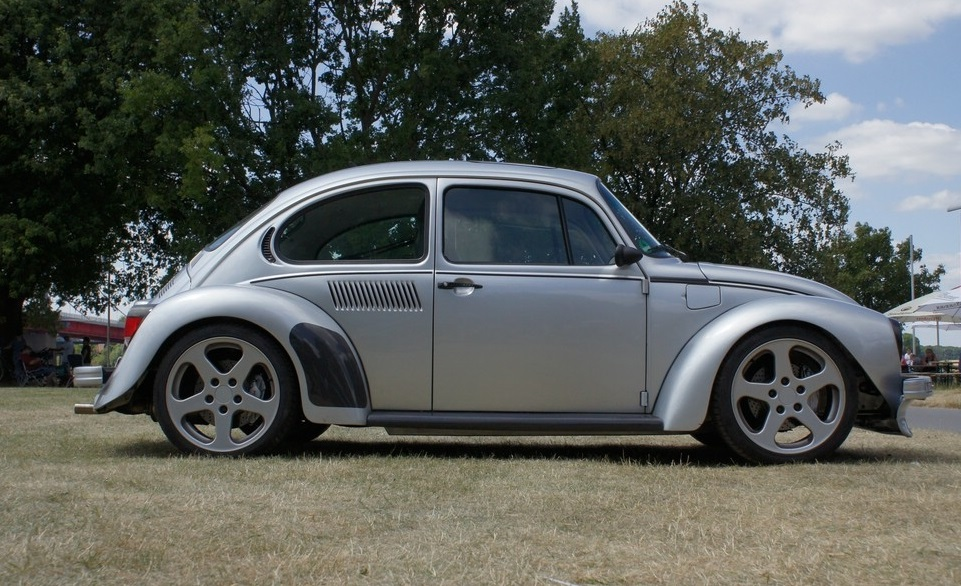
Artz Käfer

Dieses Fahrzeug wurde Mitte der 1980er Jahre von Günter Artz im Auftrag der freien Porsche-Werkstatt für Josef Wahl gebaut. Zu der Zeit war Günter Artz Inhaber des Autohaus Opel Blitz. Kaum bekannt ist dieser zweite Artz Käfer auf 914 Basis, da er nie wirklich das Licht der Welt erblickte. Kurz vor seinem Tod, im Jahre 2000, verkaufte Josef Wahl das unkomplette Auto. Anschließend wurde dieser 914/6 Käfer, ganz im Sinne von Günter Artz, auf moderne wassergekühlte Technik umgebaut. Und wieder wurde das Auto nicht fertiggestellt und stand über 10 Jahre herum.
Erst seit 2018 fährt es alltagstauglich mit 997 Motor, 325 PS, Boxster-S 6-Gang Getriebe und vielen zeitgemäßen Extras, wie Klimaanlage, Zentralverriegelung, Servolenkung und E-Fensterhebern. (Siehe Weblinks)

### VW Scirocco Pick-up
Der Scirocco Pick-up war eine Version des VW Scirocco I, die mit einer Ladefläche ausgestattet war.

### VW Sciwago
Der Sciwago war ein Wortspiel aus „Scirocco“ und „Station Wagon“. Der VW Sciwago war eine Kombiversion des VW Scirocco I. Vom Sciwago wurden laut Günter Artz 52 Exemplare hergestellt. Es sind noch 7 Stück existierende Exemplare bekannt. Der Sciwago diente dem VW-Konzern später als Vorlage für den Steilheck Polo 86C.

## Technische Daten und Messwerte
Die folgenden technischen Daten und Messwerte entstammen diversen Tests der Fachzeitschrift Auto, Motor und Sport:
|                       | Audi 200 Kombi   | Cordett           | Porsche 924 Kombi | VW Golf 928 S     | VW Golf Speedster | VW Käfer Carrera  |
| --------------------- | ---------------- | ----------------- | ----------------- | ----------------- | ----------------- | ----------------- |
| Zylinder              | 5                | 8                 | 4                 | 8                 | 4                 | 6                 |
| Hubraum               | 2144 cm3         | 5733 cm3          | 1984 cm3          | 4608 cm3          | 1457 cm3          | 2687 cm3          |
| Leistung              | 125 kW (170 PS)  | 225 kW (306 PS)   | 125 kW (170 PS)   | 220 kW (300 PS)   | 51 kW (70 PS)     | 147 kW (210 PS)   |
| Leergewicht           | 1310 kg          | 1550 kg           | 1305 kg           | 1590 kg           | 922 kg            | 1170 kg           |
| Beschl. 0–100 km/h    | 8,5 s            | 6,5 s             | 7,3 s             | 6,6 s             | 14,3 s            | 7,2 s             |
| Höchstgeschwindigkeit | 202 km/h         | 245 km/h          | 215 km/h          | 225 km/h          | 157 km/h          | 221 km/h          |
| Verbrauch / 100 km    | –                | 21,0 l            | –                 | –                 | 10,8 l            | –                 |
| Neupreis              | 53.270 DM (1981) | 200.000 DM (1989) | 62.780 DM (1981)  | 150.000 DM (1981) | 32.660 DM (1981)  | 120.000 DM (1981) |